# 서피스 3
마이크로소프트 서피스 3(영어: Surface 3)는 마이크로소프트에서 발표한 윈도우 8.1 태블릿의 이름이다. 서피스 3는 2015년 3월 31일 발표되고 전 세계 5월 발매되었다.